# UCSI 대학교
UCSI 대학교(영어: UCSI University)는 말레이시아 쿠알라룸푸르에 위치한 사립대학교이며, 트렝가누와 사라왁에도 캠퍼스를 두고 있다. UCSI는 (University College Sedaya International)의 약자이며, 2008년도에 Full University status를 취득하면서 현재의 이름으로 명명하였다. 개교연도는 1986년이다.